# .tk
.tk는 토켈라우의 국가 코드 최상위 도메인이다.

## 개요
토켈라우는 개인에게 도메인 이름 등록을 허용한다. 사용자와 소기업은 (사소한 제한과 함께) 무료로 수많은 도메인 이름을 등록할 수 있다.
.tk는 2010년 4월 트위터 사용자들을 위한 새로운 서비스를 런칭했으며, 이를 통해 더 짧은 공간을 차지하는 URL 단축 서비스를 제공한다. 페이스북의 경우 사용자는 페이스북 계정 문서를 .tk 이름으로 변경할 수 있다.

## Freenom
.tk 도메인의 등록 권한은 네덜란드 암스테르담에 위치한 Freenom에 의해 관리된다. Freenom은 .tk 도메인을 비롯하여 .ml, .cf, .ga, .gq 최상위 도메인을 무료로 제공하고 있다.